# Cantonul Hondschoote
Cantonul Hondschoote este un canton din arondismentul Dunkerque, departamentul Nord, regiunea Nord-Pas-de-Calais, Franța.

## Comune
- Bambeke (Bambecque)
- Gijvelde (Ghyvelde)
- Hondschote (Hondschoote) (reședință)
- Killem
- De Moeren (Les Moëres)
- Oostkappel (Oost-Cappel)
- Rekspoede (Rexpoëde)
- Warrem (Warhem)